# An Engineer's Sweetheart
An Engineer's Sweetheart er en amerikansk stumfilm fra 1910 af Fred J. Balshofer.